# Uesugi Kenshin
En aquest nom japonès, el cognom és Uesugi.
Uesugi Kenshin (上杉 謙信, Uesugi Kenshin) (Província d'Echigo, 21 de gener 1530 - Província d'Echigo, 13 de març de 1578) fou un dàimio japonès durant el període anomenat període Sengoku i un dels personatges més destacats d'aquest període. Se l'anomenava El tigre d'Echigo i se'l considerava l'etern rival de Takeda Shingen i també l'encarnació (avatar) del déu budista Bishamon.

## Biografia

### Sobre els noms
Uesugi Kenshin era el segon fill del senyor Nagao Tamekage (長尾為景). El seu nom de naixement era Nagao Kagetora (長尾景虎). El nom de Uesugi Kenshin l'obtingué quan acceptà el lideratge del clan Uesugi i el prengué de l'anterior líder, Uesugi Norimasa.

### Campanyes
El febrer de l'any 1548 Kenshin fou adoptat pel seu germà gran, Nagao Harukage, i amb això es convertí en l'hereu del líder del clan Nagao. No obstant això, ben aviat es va haver de defensar del seu germà en diversos conflictes armats. Després de la seva rendició, Kenshin era el senyor incontestable del clan Nagao i de tota la província d'Echigo. El gener de l'any 1552 es dirigí cap a Kantō per ajudar al seu protector, Uesugi Norimasa, en la lluita contra el clan Hojo.
Des de l'any 1533 fins al 1564 estigué en lluites contínues contra Takeda Shingen a la campanya de Kawanakajima. És especialment famosa la quarta batalla d'aquesta campanya, que acabà amb un empat, el setembre de l'any 1561, en què hi lluitaren 20.000 homes del clan Takeda i 18.000 homes del clan Uesugi.
L'any 1560 Kenshin marxà contra la província d'Etchu mentre el seu clan continuava lluitant contra els Hojo i els Takeda a Kantō.
Després de la mort sobtada de Takeda Shingen, l'abril de l'any 1563, Kenshin es dirigí cap a Kyoto per tal de provocar el seu últim rival: Oda Nobunaga. Tot i l'èxit inicial, l'any 1577 va haver de tornar a Kantō perquè el clan Hojo s'havia enfortit de nou.
La seva mort sobtada, el 13 de març de l'any 1578, posà punt final a les seves campanyes.

### Característiques
Uesugi Kenshin respon en molts aspectes a la idea que molts occidentals tenen dels Samurais japonesos. Juntament amb Takeda Shingen, desenvoluparen un sentiment mutu de respecte sincer, comparable al que es tenien Ricard Cor de Lleó i Saladí. Segons una llegenda, un cop Uesugi Kenshin, les províncies del qual eren costaneres, va regalar sal a Takeda Shingen, les províncies del qual paraven a l'interior i a les quals els mancava sal.
Mentre el seu rival més poderós, Oda Nobunaga, rebé la notícia de la seva mort amb riure burleta, quan va ser informat, anys abans i pel mateix Kenshin, de la mort sobtada de Takeda Shingen, plorà desconsoladament.
Les oracions que en part dedicava al déu Bishamon, déu budista de la guerra, ens mostren la seva profunda religiositat.
De la mateixa manera que Takeda Shingen, Uesugi Kenshin rebutjà l'ús d'armes de foc europees perquè eren contràries al Bushidō, el camí del guerrer.

## Xintoisme
Uesugi Kenshin és venerat com a Kami del temple xintoista de Kasugayama (a l'actual prefectura de Niigata, construït l'any 1887) i del temple de Uesugi a Yonezawa (a la prefectura de Yamagata, construït l'any 1871 i nomenat l'any 1902 com a Gran Temple Imperial de Classe Especial (bekku-kempei-taisha)).